# ولدآباد
ولدآباد روستایی است در بخش مرکزی شهرستان بوئین‌زهرا استان قزوین که جمعیتی بالغ بر ٨٨٠  نفر دارد.
ولدآباد بیشتر به قزوین شناخته میشود تا به بویین زهرا. مشهور و معروف به ولدآباد قزوین می‌باشد.ولدآباد زادگاه عالم بزرگ آقاسید محمد ولدآبادی است که در شهر قزوین بسیار شناخته شده و مورد احترام مردمان شهر قزوین به ویژه بازاریان می‌باشد. شغل شریف اهالی این روستا اغلب کشاورزی است و به زمین داران بزرگ منطقه معروف هستند. از ویژگی های این روستا خانه های بسیار بزرگ و مهمان نوازی این مردمان است. 
محوطه ولدآباد چهار هزار سال قدمت دارد و به دوران پيش از ايران باستان برميگردد. و این اثر در تاریخ ۲۵ اسفند ۱۳۸۰ با شمارهٔ ثبت ۵۴۶۹ به عنوان یکی از آثار ملی ایران به ثبت رسیده است.